# Cyperus chrysocephalus
Cyperus chrysocephalus är en halvgräsart som först beskrevs av Karl Moritz Schumann, och fick sitt nu gällande namn av Georg Kükenthal. Cyperus chrysocephalus ingår i släktet papyrusar, och familjen halvgräs. Inga underarter finns listade i Catalogue of Life.